# Forêts de pins et de chênes de la Sierra Madre occidentale
Localisation
Les forêts de pins et de chênes de la Sierra Madre occidentale forment une écorégion terrestre définie par le Fonds mondial pour la nature (WWF), qui recouvre la chaîne de montagnes mexicaine de la Sierra Madre occidentale. Elles appartiennent au biome des forêts de conifères tropicales et subtropicales dans l'écozone néarctique.

## Vertébrés endémiques
- Adelophis foxi, une couleuvre de la famille des Colubridae[1].
- Crotalus stejnegeri et Crotalus willardi, deux crotales de la famille de Viperidae[1].
- Eumeces callicephalus, un lézard de la famille des Scincidae[1].
- Sceloporus virgatus, un lézard de la famille des Phrynosomatidae[1].
- Spermophilus madrensis, un écureuil terrestre de la famille des Sciuridae[1].